# Mavorano
Mavorano est une commune rurale malgache située dans la région de Fitovinany.